# Adelognathus longithorax
Adelognathus longithorax är en stekelart som beskrevs av Dmitriy R. Kasparyan 1986. Adelognathus longithorax ingår i släktet Adelognathus och familjen brokparasitsteklar. Arten är reproducerande i Sverige. Inga underarter finns listade i Catalogue of Life.